# Nikoloz Tsjcheidze
Nikoloz (Karlo) Tsjcheidze (Georgisch: ნიკოლოზ (კარლო) ჩხეიძე; Russisch: Николай Семёнович Чхеидзе, Nikolaj Semjonovitsj Tsjcheidze) (Poeti, Gouvernement Koetais, 9 april 1864 - Leuville-sur-Orge, 11 juni 1926) was een Georgisch politicus. Hij was eind 19e eeuw een van de drijvers achter de sociaaldemocratische en later ook mensjewistische beweging in Georgië, was tien jaar lid van de Staatsraad van het Russische Rijk (Doema), was voorzitter van het parlement van de onafhankelijke Democratische Republiek Georgië en leidde twee jaar de Georgische delegatie bij de Vredesconferentie van Parijs.

## Afkomst en studie
Nikoloz Tsjcheidze werd geboren op 9 april 1864 (juliaans) in een adellijke familie in het dorp Poeti, gelegen in het west-Georgische Imereti. Het dorp ligt enkele kilometers ten zuiden van het historische fort Sjorapani, en lag destijds administratief in het oejezd Sjorapan van het Gouvernement Koetais (Keizerrijk Rusland). Als kind ging Tsjcheidze naar de dorpsschool, waarna hij zijn middelbare scholing vervolgde aan het Klassiek Gymnasium in Koetaisi. Het gymnasium maakte hij niet af vanwege onder andere dissidente activiteiten en deelname aan protesten.

### Studentenactivisme
Tsjcheidze schreef zich in 1888 evenwel in bij de universiteit in Odessa (Oekraïne), de 'Universiteit van Novorossiejsk' (Nieuw Rusland). Aan de instelling studeerden veel Georgiërs omdat deze de dichtstbijzijnde universiteit was. Tbilisi kreeg pas in 1918 een universiteit. Er was dan ook een rijk Georgisch verenigingsleven in Odessa en tal van jonge Georgiërs waren betrokken bij de studentenbeweging, die een toenemende sociaal-politieke inslag kreeg. Er was verzet tegen de bureaucratie, tegen het politieoptreden, en tegen de beperking van studentenrechten. Net als op het gymnasium raakte Tsjcheidze hierbij betrokken en werd hij al na een jaar van de Faculteit Natuurkunde en Wiskunde gestuurd en vetrok hij naar Charkiv. Bij het Veterinair Instituut werd hij voor vergelijkbaar activisme weggestuurd. 
In de vrije tijd die hij hierdoor kreeg maakte hij kennis met de narodniki revolutionaire beweging en verdiepte hij zich in het marxisme waar hij dermate door gefascineerd raakte dat het zijn verdere leven zou vormen. Zijn bewondering voor Karl Marx leidde ook tot zijn politieke roepnaam 'Karlo'. Tsjcheidze keerde zonder enige afgeronde opleiding terug naar Georgië waar hij in de mangaanmijnen van Tsjiatoera ging werken. Niet lang daarna ontmoette hij de schrijver Egnate Ninosjvili en werd hij geïntroduceerd in de Georgische sociaaldemocratische beweging.

## Politiek

### Sociaaldemocratische Partij
Eind 1892 was Tsjcheidze met de groep rond Ninosjvili, waar zich ook Noë Zjordania onder bevond, betrokken bij de oprichting van de eerste Georgische sociaaldemocratische politieke partij, de Mesame Dasi (Derde Groep). In december 1892 werd in Kvirili, het hedendaagse Zestafoni vlak bij de geboorteplaats van Tsjcheidze, de klandestiene eerste conferentie van de partij gehouden. Jaren later zei Zjordania dat Tsjcheidze in Mesame Dasi als een autoriteit werd gezien. 
In 1894 verhuisde Tsjcheidze naar Batoemi en werd vier jaar later in de gemeenteraad van de belangrijke Zwarte Zee-stad gekozen, een positie die hij acht jaar zou vervullen. Hij was in deze periode tevens hoofd van een lokaal ziekenhuis. Hij ontplooide educatieve activiteiten voor de arbeiders en begon daartoe een zondagsschool om op deze wijze de marxistische leer te verspreiden en sterke partijorganisaties onder de arbeiders te bewerkstelligen. De oliefabrieken van Batoemi waren een voedzame bodem voor het socialistische gedachtegoed. De Georgische sociaaldemocraten hadden weliswaar een meer gematigde west-Europese en minder radicaal revolutionaire opvatting dan de Russische Sociaaldemocratische Arbeiderspartij (RSDAP), uiteindelijk ging 'Mesame Dasi' in 1903 op in de RSDAP.

### Revolutie
In revolutiejaar 1905 leidde Tsjcheidze de demonstraties in Batoemi en Goeria. Hij was tevens actief betrokken bij het dempen van het Armeens-Tataarse (Azerbeidzjaanse) conflict dat zich in deze periode verspreid over Transkaukasië afspeelde. Tsjcheidze dook enige tijd onder om vervolging door de tsaristische autoriteiten te ontlopen en werkte hij enige tijd in Goeria om zich vervolgens in 1907 in Tbilisi te vestigen. In datzelfde jaar werd hij namens het stadsdistrict Nadzaladevi in de gemeenteraad verkozen voor de duur van vier jaar, en werd hij als sociaaldemocratische kandidaat namens het gouvernement Tiflis in de Staatsraad van het Russische Rijk (Doema) verkozen, dat in Petrograd (Sint-Petersburg) gevestigd was. Bij de begrafenis van de prominente en heilig verklaarde Georgische schrijver en intellectueel Ilia Tsjavtsjavadze hield Tsjcheidze een ongebruikelijke toespraak waarin hij het leven en werk van Tsjavtsjavadze vanuit een klassenstandpunt evalueerde.

### Politiek in Rusland

Karlo Tsjcheidze in een Georgische spotprent (1913).

Tsjcheidze nam in oktober 1907 zitting in de derde Russische Doema met achttien andere afgevaardigden van de Russische Sociaaldemocratische Arbeiderspartij die hem tot fractievoorzitter benoemden, wat een traditie voortzette. In de eerste en tweede Doema's werden de sociaaldemocratische fracties ook geleid door Georgiërs, namelijk Irakli Tsereteli en Noë Zjordania. Volgens Evgeni Gegetsjkori ontpopte Tsjcheidze zich in deze rol tot een vooraanstaand parlementslid wiens geluid in andere delen van Europa doordrong. Tsjcheidze was binnen de RSDAP een exponent van de mensjewieken, de socialistische politieke stroming die vooral onder Georgiërs populair werd. In de jaren na de revolutie begonnen de reactionaire krachten in het Russische Rijk terug te duwen, maar Tsjcheidze werd van links tot rechts dermate gerespecteerd dat hij buiten schot bleef van politieke onderdrukking. 
Bij de verkiezingen in het najaar van 1912 voor de vierde Doema Tsjcheidze wederom een zetel namens het gouvernement Tiflis en werd hij ingezegend na een mislukte poging zijn mandaat in te laten trekken op beschuldiging van het overtreden van de kieswet. De sociaaldemocratische fractie, die nu was geslonken naar 14 leden, herkoos hem als voorzitter. Een jaar later kwam het tot een ideologische scheuring in de fractie, en splitsten de bolsjewieken met zes leden zich af, waarna Tsjcheidze het overgebleven mensjewistische deel bleef leiden. Hij werd daarnaast lid van de Troedoviken, een gematigde reformistisch-socialistische in plaats van revolutionaire beweging die vooral de belangen en idealen van de kleine boeren uit de narodniki-beweging verdedigde.

### Reformisme

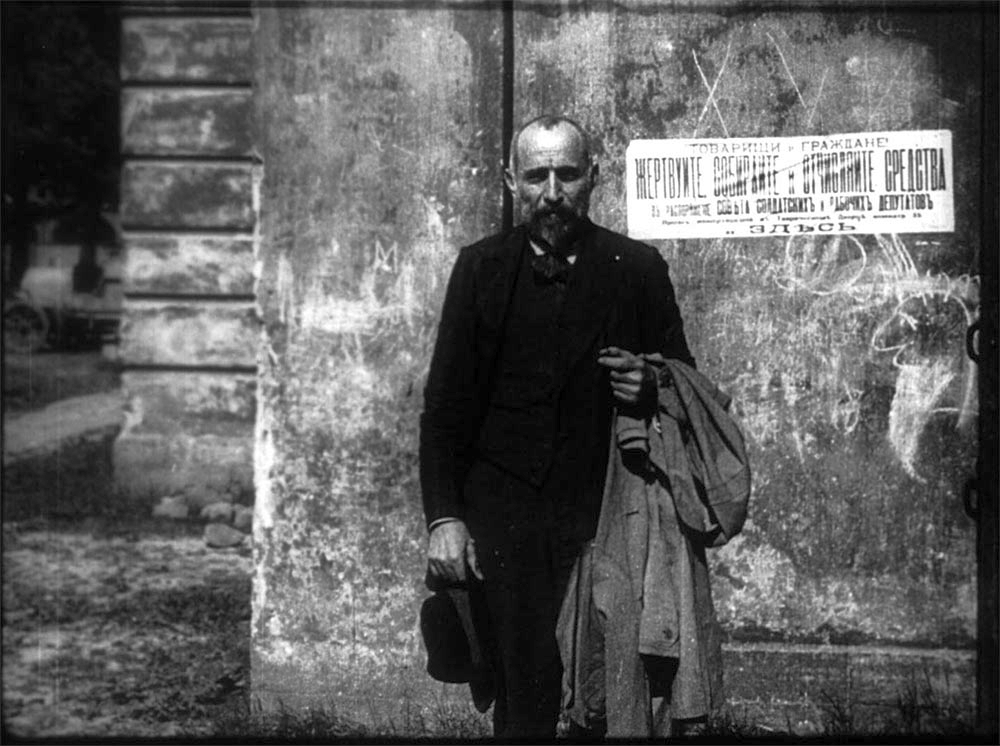
Tsjcheidze in revolutiejaar 1917

Onderwerpen die hij initieerde of steunde hadden te maken met rechtstatelijke hervormingen, democratie en burgerrechten, waaronder de invoering van algemeen kiesrecht in Rusland, zelfbestuur in de Kaukasus (ერობა, eroba, natie), gerechtelijke hervormingen, Georgische taalrechten op scholen en de afschaffing van de laatste restanten van het feodalisme in de Kaukasus, zoals de belasting die voormalige lijfeigenen moesten betalen aan de landeigenaren. Hij kwam met andere woorden niet alleen op voor de democratische waarden maar veelal ook de Georgische en Kaukasische belangen ten opzichte van het Russische tsaristische regime, waarbij hij niet schroomde het keizerlijke regime te beschuldigen van "terroristische daden" in de Kaukasus,  wat hij de "tweede verovering van de Kaukasus" noemde. Hij kaartte de kolonisatie van de regio aan, besprak de negatieve gevolgen van de afschaffing van de autocefalie van de Georgische kerk, de corruptie van staatsambtenaren en wetshandhavers en vele andere misstanden die de burgerrechten aantastten.
Zijn activistische speeches in de Doema, waarin hij zich ook uitsprak voor een nieuwe revolutie, leidden geregeld tot verbanning uit de plenaire zaal. In 1914 werd hij vervolgd nadat hij pleitte voor de vestiging van een echte parlementaire democratie, in een republikeinse staatsvorm, wat gezien werd als een pleidooi voor omverwerping van het bestaande regime. Tienduizenden arbeiders in Petrograd en Moskou staakten in een steunbetuiging aan Tsjcheidze, en de meeste fracties in de Doema protesteerden tegen de zaak, waarna de autoriteiten de zaak seponeerden. 
Na de Februarirevolutie van 1917 werd Tsjcheidze voorzitter van de sovjet van Petrograd en bekritiseerde hij de radicale bolsjewieken. Tsjcheidze faciliteerde de terugkeer van Lev Trotski uit de Verenigde Staten en probeerde Vladimir Lenin tevergeefs te overtuigen dat Rusland nog niet klaar was voor het socialisme. Toen de bolsjewieken de meerderheid wonnen in de sovjet van Petrograd droeg  Tsjcheidze de voorzittershamer over aan Trotski en vertrok naar Georgië. Hij werd nog als lid van de mensjewistische fractie van de RSDAP in de Grondwetgevende Vergadering van Rusland gekozen, maar na de Oktoberrevolutie verschoof zijn aandacht definitief naar zijn moederland.

## Democratische Republiek Georgië

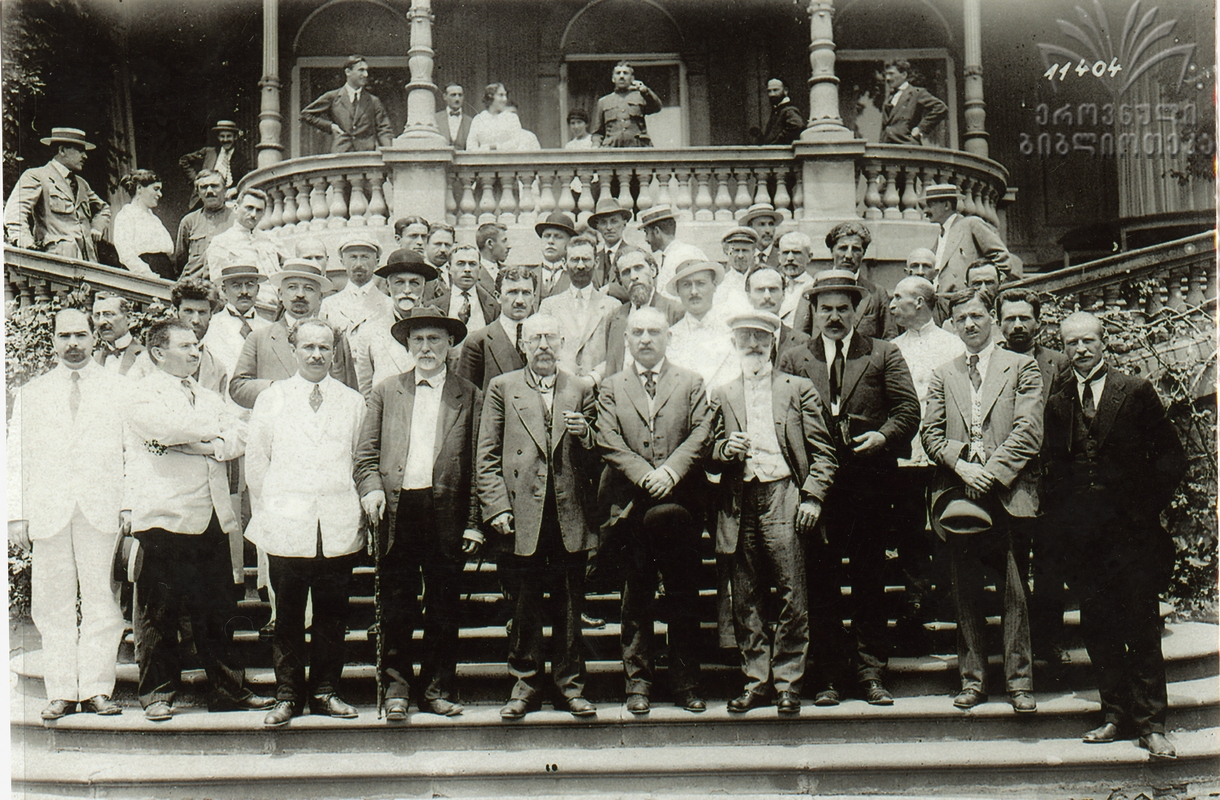
De Nationale Raad van Georgië na het verklaren van de onafhankelijkheid op 26 mei 1918. Midden vooraan Karlo Tsjcheidze.

Tsjcheidze werd in november 1917 lid van de Nationale Raad van Georgië, de wetgevende macht na de Oktoberrevolutie, en werd in februari 1918 voorzitter van de Transkaukasische Sejm (parlement) dat op 22 april 1918 de onafhankelijkheid uitriep van de Transkaukasische Democratische Federatieve Republiek. De Democratische Republiek Georgië scheidde zich daar vijf weken later op 26 mei van af, waarna Tsjcheidze voorzitter werd van de Nationale Raad van Georgië. Deze transformeerde zichzelf in september van dat jaar in naam tot Parlement, waar Tsjcheidze voorzitter van bleef, dat onder zijn hoede voorbereidingen trof voor de eerste vrije en democratische verkiezingen in de republiek. Deze verkiezingen voor de Constituerende Vergadering vonden plaats in februari 1919, waarna Tsjcheidze als verkozen lid wederom tot voorzitter werd benoemd. Een functie die hij tot het einde van de republiek zou uitoefenen.
Daarnaast was Tsjcheidze de Georgische delegatieleider bij de Vredesconferentie van Parijs en probeerde twee jaar lang de geallieerden ertoe te bewegen de republiek te erkennen en geclaimde territoria binnen te slepen. In januari 1921 erkenden de geallieerden Georgië eindelijk de jure. Een maand later werd het land door het Rode Leger aangevallen en bezet. Tsjcheidze vluchtte net als een groot deel van de Georgische politieke elite naar Frankrijk, waar hij in 1926 in zijn woonplaats Leuville-sur-Orge een einde aan zijn leven maakte. Hij werd begraven in de begraafplaats Cimetière du Père-Lachaise in Parijs.